# Попов, Константин Ананьевич
Константин Ананьевич Попов (1853 — ?) — русский священник, писатель
.

## Биография
Сын саратовского мещанина, Попов вырос и воспитывался в расколе. По смерти отца, отдавшего Попова к раскольнику-иконописцу, Попов бросил писание икон в раскольническом духе и перешел в православие.
Назначенный в 1874 году разъездным епархиальным миссионером саратовской епархии, Попов в 1881 году был рукоположён в священника, в 1890 году перемещён в той же должности в Ставрополь, а в 1894 году — в пензенскую епархию.

## Труды
В саратовской епархии Попов подробно изучил раскол и излагал все проявления его в очерках и корреспондендиях (в «Саратовском Листке», «Современных Известиях», «Церковно-Общественном Вестнике», «Сарат. Епарх. Ведомостях», «Саратовском Дневнике», «Астрах. Епарх. Ведомостях» и др.).
Отдельно Попов издал:
- «Раскол и его путеводители» (Саратов, 1890),
- «Архив раскольнического архиерея Амвросия» (Ставрополь, 1893),
- «Цветник медоточивый» (раскольничье сочинение, Саратов, 1891),
- «Что служит причиной появления раскольнических сект?» (рассказ старообрядца, Ставрополь, 1893).